# 贝姆巴赫
贝姆巴赫（德語：Bermbach，發音：[ˈbɛʁmbax]）是德国图林根州施马尔卡尔登-迈宁根县曾经的一个市镇，面积6.27平方千米，2017年12月31日人口为504人。2019年1月1日，贝姆巴赫所在的哈瑟尔格伦德管理共同体解散，其与另外5个成员市镇并入市镇施泰因巴赫-哈伦贝格。